# Кубок России по хоккею на траве среди женщин
Кубок России по хоккею на траве среди женщин — ежегодное соревнование российских женских команд по хоккею на траве. Проводится с 1992 года. Является вторым по значимости национальным турниром по хоккею на траве после чемпионата страны.

## Формула соревнований
Кубок России проводится в одном городе в первой половине текущего сезона и разыгрывается среди команд суперлиги. Турнир состоит из предварительного этапа и финалов. На предварительной стадии команды-участницы проводят однокруговой турнир, после чего две лучшие команды разыгрывают Кубок, а 3-я и 4-я команды — бронзовые награды. 
В финале последнего розыгрыша (2012) «ВолгаТелеком» (Нижний Новгород) победила команду ЦСП «Измайлово» (Москва) 1:0.

## Победители
| - 1992 «Спартак» (Московская область) - 1993 СКИФ (Москва) - 1994 «Текстильщик» (Вязники) - 1995 «Дончанка» (Волгодонск) - 1996 «Текстильщик-Освар» (Вязники) - 1997 ЦФиС-МП (Москва) - 1998 ЦФиС-МП (Москва) - 1999 ЦФиС-МП (Москва) - 2000 ЦФиС-МП (Москва) - 2001 ЦФиС-МП (Москва) - 2002 ЦФиС-МП (Москва) - 2003 ЦФиС-МП (Москва) | - 2004 «ВолгаТелеком» (Нижний Новгород) - 2005 «ВолгаТелеком» (Нижний Новгород) - 2006 «ВолгаТелеком» (Нижний Новгород) - 2007 «ВолгаТелеком» (Нижний Новгород) - 2008 «ВолгаТелеком» (Нижний Новгород) - 2009 Сборная Москвы - 2010 «ВолгаТелеком» (Нижний Новгород) - 2011 «Измайлово» (Москва) - 2012 «ВолгаТелеком» (Нижний Новгород) - 2013 «Метрострой» ((Санкт-Петербург)) | - 2014 не разыгрывался - 2015 не разыгрывался - 2016 не разыгрывался - 2017 ЦСП «Крылатское» (Москва) - 2018 «Динамо-ЦОП МКС» (Москва) - 2019 «Динамо-ГАП» (Казань) - 2021 «Ак Барс-Динамо» (Казань) - 2022 «Динамо-Электросталь» (Московская область) - 2023 «Динамо-Электросталь» (Московская область) - 2024 «Динамо-Электросталь» (Московская область) |